# نساء ضد النسوية
نساء ضد النسوية (بالإنجليزية: WomenAgainstFeminism)‏ هو هاشتاج نُشر على تويتر وموقع تمبلر للتدوين المصغر وباقي وسائل التواصل الاجتماعي ولا سيما على الفيسبوك واليوتيوب وغيرها من منصات الإنترنت التشاركية.
اشتهرت الحملة من خلال نشر صور نساء بتقنية السيلفي رافعين لافتات يدوية مكتوب فيها عبارات تُفيد بأنهن لا يوافقون النسوية خاصة بمعناها المعاصر وأنهن ضدها. يُشار إلى أن غالبية الهاشتاجات كانت تبدأ بعبارة لا تحتاج للنسوية لـ ثم يليها السبب الذي يضحض هذه الحركة ويُبرهن على أن تلك الفئة من النساء لا ترغب في الانضمام لهن وتعتبرهن مخربي مجتمع لا غير.

## مصدر الحملة
بدأت حملة نساء ضد النسوية على تمبلر في تموز/يوليو 2013، وذلك ردا على على حملة من الذي يحتاج للنسوية. ووفقا لجريدة دايلي دوت فإن الحملة عادت للظهور مجددا في تموز/يوليو وآب/أغسطس 2014، حيث جلبت اهتام العالم بفضل كتابات أبرز كتاب الأعمدة والمدونين في هذا الموضوع.
في مقال رأي في موقع نيويورك أوبسيرفر؛ كتبت نينا بيرلي بأن بعض الوظائف التي لم تشغلها النساء والتي تُنادي حركة النسوية باقتحامها هي غير موجودة فعليا؛ بل هي مجرد دمى جورب أنشأها الرجال الناشطين في مجال الحقوق لإيهام باقي النساء لا غير. وقد دافعت نينا عن حملة نساء ضد نسوية من خلال عبارتين، أولاهما قالت فيها: «أنا لا أحتاج النسوية لأن الضعيف فقط هو من يفكر فيها» أما الثانية فعبرت قائلة: «... لأن إلقاء اللوم على الرجال أمر سخيف». أما كاثي يونغ فقد كتبت مقالا في بوسطن جلوب وحللت فيه الهاشتاج المنتشر؛ كما أعدت استبيان رأي خاص بالنساء فكانت النتائج صادمة بالنسبة لها إلى حد ما فـ 46% من النساء _اللائي شاركن في الاستطلاع_ يؤيدن المساواة مع الرجل ثم 19% يرغبن في البقاء كما هو عليه الحال اليوم أما 12% فينتقدن النسوية ويرون أنها «أمر تافه» بينما 23% يدعمن الأفكار التقليدية. أما كاثي يوغ فقد كتبت في موقع تايم مؤكدة على أن بعض النساء ضد النسوية في حين أنهن قادرون على الاعتراف بها والنضال من أجل حقوق المرأة من خلالها مشيرة إلى أنها تعتقد أن «النسوية الغربية الحديثة أصبحت تدعوا للانقسام وأحيانا بغض وكره الرجل». كما دخلت مجلة تايم على الخط وعلقت على موضوع الهاشتاج وموضوع الحملة ككل ناشرة بعض التعابير التي استعملتها بعض النساء في الترويج لحملة مقاطعة النسوية من قبيل «أنا أرفض النسوية لأنني أحب أن يحلق [الرجل] ساقي ويقفل لي حمالة الصدر الداعمة» و«... هذه الحركة لا علاقة لها بالمساواة؛ بل تزيد من إنسانيته كرجل».

## ردود الفعل
وشملت استجابة وسائل الإعلام، والمعلقين الاجتماعيين، والنسويات بالدعم والنقد، وفي 19 آب\أغسطس 2014، كانت صفحة الفيسبوك الخاصة بالحملة قد حصلت على 21000 متابع.
ويقول أنصار الحركة النسائية الحديثة، أن الحركة ضلت في بعض المسالك، ويستشهدون بأمثلة لنسويّات راديكاليات، لا يدعمن النساء العابرات للجنس ويقلن أشياء من قبيل:" أي شخص يولد رجلاً يحتفظ بامتيازات الذكور في المجتمع، حتى لو اختار أن يعيش كامرأة."، وهناك شكاوى متعلقة بأن بعض النسويات يبالغن في مشاكل المرأة، في حين يتجاهلن مشاكل الرجال، وتم الاستشهاد بالنقاش حول الإجهاض والحجّة القائلة أن النساء عانين نتيجة للثقافة النسوية التي تشجع الجنس خارج إطار الزواج باعتباره تمكيناً للمرأة، وفي افتتاحية لذا جلوب The Globe  و ميل Mail ، دعمت «مارجريت وينتي Margaret Wente» نساء ضد النسويّة قائلة أنها تؤمن أن النسويّة الحديثة أصبحت مُعتقداً يقدم نظرة مشوّهة للواقع بناء على كراهية الرجال وثقافة الضحية وأنها تتساءل عن ما إذا كانت ثقافة الاغتصاب موجودة.
ويقول النقاد أن الشابات المشاركات في هذه الحملة، لا يبدو أنهن يعرفن ما هي النسويّة، ويتجادلن ضد عدو وهمي باستخدام مغالطة رجل القش، معلّق من تايم Time كتب:" معظم المنشورات تتضمن تأكيداً على سوء الفهم المركزي بشأن النسويّة، وهو أن الاعتقاد الأساسي للنسوية ينطوي على كراهية الرجال." وكتب معلق من أيرش إندبنتنت The Irish independent:" أن تكون ضد النسوية، فهو مثل أن تكون موالياً للفصل العنصري، أو معجباً كبيراً بالظلم الاجتماعي، ولكن لا أحد يعتقد أنه من اللطف أن تحمل لافتة تقول ذلك."
تعليقاً على الحملة، ذكرت «أنيت بورشرست Anette Borchorst»، أستاذة وباحثة في الجنس والنوع الاجتماعي، في قسم العلوم السياسة جامعة ألبورغ،:«كانت هناك دائماً خلافات ومناقشات داخل الحركة النسائية، وتلك المناقشات ساعدت على النهوض بالحركة.» وأضافت،" الحركة النسائية ولّدت دائماً نقاشاً بين النساء، ومن الصعب تصور رؤية عالمية للمرأة يمكن للجميع الاتفاق عليها."
وفي أيلول\سبتمبر 2015، كتبت "بيولاه مود ديفاني  Beulah Maud Devaney" في عمود صحفي على أوبن ديموكراسي Open Democracy ، مؤكدةً أن نساء ضد النسوية تمثل بالأساس وجهة نظر النساء الحاصلات على مميزات مجتمعية، ويرغبن في الحفاظ على الوضع الراهن، وبالتالي فهن يتعمدن المغالطة في عرض ما تمثله النسوية، وفقاً لديفاني:" بما أن النسوية متعددة الجوانب تصبح أكثر جماهيرية، فإنه للأسف متوقع من بعض النساء البِيض، والغيريّات من مواطنات العالم الأول أن يرين التركيز على امتيازاتهن كهجوم، بطريقة مماثلة فإن دعوة النسوية لمعيار جمال أكثر شمولاً ولتقدير أشكال وأنماط الجسد المتعددة، يمكن قراءتها على أنها محاولة للتقليل من الحكمة المعروفة أن "الفتاة البيضاء النحيفة" هي الشكل الجمالي الأمثل.
وتضيف ديفاني أن حملة نساء ضد النسويّة فشلت في وقف الدعم العام للأجندة النسويّة، وأن تأثير الحملة ضئيل، وأن حججها«سهل صرف النظر عنها.» خلصت ديفاني إلى أنه على الرغم من ذلك، فإن «مناهضة النسوية» التي تتمثل فيها، تستحق دراسة أعمق.
في تشرين الأول\أكتوبر 2015، ذكرت «أنجيلا أبشتاين Angela Epstein» المدوّنة في افتتاحية تنتقد النسويّات، لكونهن مزعجات للنساء اللاتي يختلفن معهن، قائلة: "لا أتوقع من جميع النساء أن يتفقن معي، ولكن هناك الكثيرات اللائي يفعلن، يكفي إلقاء نظرة على انتشار المواقع الإلكترونية مثل نساء ضد النسويّة."

## وصلات خارجية
- نساء ضد النسوية على موقع تيمبلر
- منشورات نساء ضد النسوية على موقع تويتر
- من الذي يحتاج للنسوية؟ على تيمبلر
- مطالب نساء ضد النسوية على تيمبلر